# Portrait du comte de Fernán Núñez
Le portrait du comte de Fernán Nuñez  (1803) est une huile sur toile de Francisco de Goya. C’est le pendant de la toile de son épouse, le Portrait de la comtesse de Fernán Núñez.

## Contexte

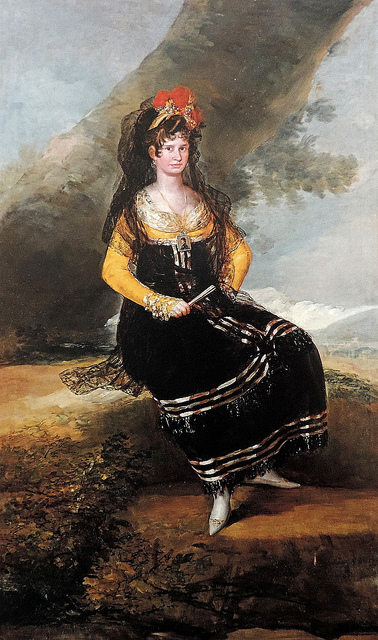
Portrait de la comtesse de Fernán Núñez, son épouse

Dans les années 1790, Francisco de Goya était devenu un peintre à la mode, dont les portraits étaient très demandés, tant par l’aristocratie que par la haute bourgeoisie madrilène. Au tournant des années 1800, Goya s'intéressait aux néoclassiques anglais.
Don Carlos Gutiérrez de los Ríos y Sarmiento était le septième Comte de Fernán Nuñez, qui devint duc le 24 de septembre 1817. Par son mariage avec María Vicenta Solís Lasso de la Vega, duchesse de Montellano y del Arco, il était lié à toute la haute noblesse espagnole.
Le tableau fut réalisé en même temps que celui de son épouse par Francisco de Goya.

## Analyse
Comme pour le portrait de son épouse, Goya s’éloigne de la tradition vélasquienne pour se rapprocher des néoclassiques anglais, bien que pour Arte Historia, il reste dans ce tableau des éléments du maître sévillan.
Le sujet est debout, de corps entier devant un paysage ; il observe au loin, les yeux tournés à gauche. Les noirs et les blancs dominent les coloris.